# Coppa del mondo di ciclocross 2024-2025
La Coppa del mondo di ciclocross 2024-2025, trentaduesima edizione della competizione, si è svolta in dodici prove tra il 24 novembre 2024 e il 26 gennaio 2025.

## Punteggi
| Piazzamento | 1  | 2  | 3  | 4  | 5  | 6  | 7  | 8  | 9  | 10 | 11 | 12 | 13 | 14 | 15 | 16 | 17 | 18 | 19 | 20 | 21 | 22 | 23 | 24 | 25 |
| Punti       | 40 | 30 | 25 | 22 | 21 | 20 | 19 | 18 | 17 | 16 | 15 | 14 | 13 | 12 | 11 | 10 | 9  | 8  | 7  | 6  | 5  | 4  | 3  | 2  | 1  |

## Elite

### Uomini

#### Risultati
| Data             | Gara                           | Località     | Nazione     | Primo                   | Secondo                 | Terzo                   |
| ---------------- | ------------------------------ | ------------ | ----------- | ----------------------- | ----------------------- | ----------------------- |
| 24 novembre 2024 | Scheldecross Antwerp           | Anversa      | Belgio      | Eli Iserbyt             | Laurens Sweeck          | Michael Vanthourenhout  |
| 1 dicembre 2024  | Cyclo-cross Dublin             | Dublino      | Irlanda     | Michael Vanthourenhout  | Toon Aerts              | Felipe Orts             |
| 8 dicembre 2024  | Cyclo-cross Cabras-Sardinia    | Oristano     | Italia      | Cancellata per maltempo | Cancellata per maltempo | Cancellata per maltempo |
| 15 dicembre 2024 | Citadelcross Namur             | Namur        | Belgio      | Michael Vanthourenhout  | Toon Aerts              | Emiel Verstrynge        |
| 21 dicembre 2024 | Vestingcross                   | Hulst        | Paesi Bassi | Niels Vandeputte        | Felipe Orts             | Pim Ronhaar             |
| 22 dicembre 2024 | Cyclocross Zonhoven            | Zonhoven     | Belgio      | Mathieu van der Poel    | Thibau Nys              | Joran Wyseure           |
| 26 dicembre 2024 | Cyclocross Gavere              | Gavere       | Belgio      | Mathieu van der Poel    | Michael Vanthourenhout  | Thibau Nys              |
| 29 dicembre 2024 | Cyclo-cross Besançon           | Besançon     | Francia     | Mathieu van der Poel    | Toon Aerts              | Niels Vandeputte        |
| 5 gennaio 2025   | Ambiancecross Dendermonde      | Dendermonde  | Belgio      | Wout Van Aert           | Emiel Verstrynge        | Joran Wyseure           |
| 19 gennaio 2025  | Cyclo-cross Benidorm           | Benidorm     | Spagna      | Thibau Nys              | Eli Iserbyt             | Lars van der Haar       |
| 25 gennaio 2025  | Cyclo-cross Maasmechelen       | Maasmechelen | Belgio      | Mathieu van der Poel    | Wout Van Aert           | Joris Nieuwenhuis       |
| 26 gennaio 2025  | Grote Prijs Adrie van der Poel | Hoogerheide  | Paesi Bassi | Mathieu van der Poel    | Michael Vanthourenhout  | Lars van der Haar       |

#### Generale
| Pos. | Nome                   | Nazione     | Punti |
| ---- | ---------------------- | ----------- | ----- |
| 1    | Michael Vanthourenhout | Belgio      | 281   |
| 2    | Toon Aerts             | Belgio      | 241   |
| 3    | Joran Wyseure          | Belgio      | 205   |
| 4    | Mathieu van der Poel   | Paesi Bassi | 200   |
| 5    | Eli Iserbyt            | Belgio      | 197   |

### Donne

#### Risultati
| Data             | Gara                          | Località     | Nazione     | Primo                      | Secondo                 | Terzo                   |
| ---------------- | ----------------------------- | ------------ | ----------- | -------------------------- | ----------------------- | ----------------------- |
| 24 novembre 2024 | Scheldecross Antwerp          | Anversa      | Belgio      | Fem van Empel              | Lucinda Brand           | Marie Schreiber         |
| 1 dicembre 2024  | Cyclo-cross Dublin            | Dublino      | Irlanda     | Lucinda Brand              | Fem van Empel           | Zoe Bäckstedt           |
| 8 dicembre 2024  | Cyclo-cross Cabras-Sardinia   | Oristano     | Italia      | Cancellata per maltempo    | Cancellata per maltempo | Cancellata per maltempo |
| 15 dicembre 2024 | Citadelcross Namur            | Namur        | Belgio      | Ceylin del Carmen Alvarado | Lucinda Brand           | Puck Pieterse           |
| 21 dicembre 2024 | Vestingcross                  | Hulst        | Paesi Bassi | Marie Schreiber            | Lucinda Brand           | Puck Pieterse           |
| 22 dicembre 2024 | Cyclo-cross Zonhoven          | Zonhoven     | Belgio      | Ceylin del Carmen Alvarado | Zoe Bäckstedt           | Lucinda Brand           |
| 26 dicembre 2024 | Cyclo-cross Gavere            | Gavere       | Belgio      | Fem van Empel              | Lucinda Brand           | Puck Pieterse           |
| 29 dicembre 2024 | Cyclo-cross Besançon          | Besançon     | Francia     | Fem van Empel              | Lucinda Brand           | Kata Blanka Vas         |
| 5 gennaio 2025   | Ambiancecross Dendermonde     | Dendermonde  | Belgio      | Lucinda Brand              | Puck Pieterse           | Fem van Empel           |
| 19 gennaio 2025  | Cyclo-cross Benidorm          | Benidorm     | Spagna      | Fem van Empel              | Lucinda Brand           | Marie Schreiber         |
| 25 gennaio 2025  | Cyclo-cross Maasmechelen      | Maasmechelen | Belgio      | Kata Blanka Vas            | Zoe Bäckstedt           | Lucinda Brand           |
| 26 gennaio 2025  | Grand Prix Adrie van der Poel | Hoogerheide  | Paesi Bassi | Lucinda Brand              | Kata Blanka Vas         | Puck Pieterse           |

#### Generale
| Pos. | Nome                 | Nazione       | Punti |
| ---- | -------------------- | ------------- | ----- |
| 1    | Lucinda Brand        | Paesi Bassi   | 350   |
| 2    | Fem van Empel        | Paesi Bassi   | 278   |
| 3    | Kata Blanka Vas      | Ungheria      | 253   |
| 4    | Zoe Bäckstedt        | Gran Bretagna | 244   |
| 5    | Inge van der Heijden | Paesi Bassi   | 213   |

#### Under 23
| Pos. | Nome              | Nazione       | Punti |
| ---- | ----------------- | ------------- | ----- |
| 1    | Zoe Bäckstedt     | Gran Bretagna | 253   |
| 2    | Marie Schreiber   | Lussemburgo   | 205   |
| 3    | Leonie Bentveld   | Paesi Bassi   | 154   |
| 4    | Célia Gery        | Francia       | 54    |
| 5    | Isabella Holmgren | Canada        | 50    |

## Under 23

### Uomini

#### Risultati
| Data             | Gara                          | Località    | Nazione     | Primo            | Secondo       | Terzo            |
| ---------------- | ----------------------------- | ----------- | ----------- | ---------------- | ------------- | ---------------- |
| 1 dicembre 2024  | Cyclo-cross Dublin            | Dublino     | Irlanda     | Jente Michels    | Aaron Dockx   | David Haverdings |
| 21 dicembre 2024 | Vestingcross                  | Hulst       | Paesi Bassi | Tibor del Grosso | Jente Michels | David Haverdings |
| 22 dicembre 2024 | Cyclo-cross Zonhoven          | Zonhoven    | Belgio      | Tibor del Grosso | Jente Michels | Kay De Bruyckere |
| 29 dicembre 2024 | Cyclo-cross Besançon          | Besançon    | Francia     | Tibor del Grosso | Yordi Corsus  | Aubin Sparfel    |
| 19 gennaio 2025  | Cyclo-cross Benidorm          | Benidorm    | Spagna      | Tibor del Grosso | Jente Michels | Aubin Sparfel    |
| 26 gennaio 2025  | Grand Prix Adrie van der Poel | Hoogerheide | Paesi Bassi | Tibor del Grosso | Aubin Sparfel | Stefano Viezzi   |

#### Generale
| Pos. | Nome             | Nazione     | Punti |
| ---- | ---------------- | ----------- | ----- |
| 1    | Tibor del Grosso | Paesi Bassi | 160   |
| 2    | Jente Michels    | Belgio      | 130   |
| 3    | Aubin Sparfel    | Francia     | 102   |

## Junior

### Uomini

#### Risultati
| Data             | Gara                          | Località    | Nazione     | Primo                 | Secondo               | Terzo               |
| ---------------- | ----------------------------- | ----------- | ----------- | --------------------- | --------------------- | ------------------- |
| 1 dicembre 2024  | Cyclo-cross Dublin            | Dublino     | Irlanda     | Soren Bruyère Joumard | Giel Lejeune          | Lennes Jacobs       |
| 21 dicembre 2024 | Vestingcross                  | Hulst       | Paesi Bassi | Giel Lejeune          | Mattia Agostinacchio  | Arthur Van Den Boer |
| 22 dicembre 2024 | Cyclo-cross Zonhoven          | Zonhoven    | Belgio      | Mattia Agostinacchio  | Benjamin Noval Suárez | Michiel Mouris      |
| 29 dicembre 2024 | Cyclo-cross Besançon          | Besançon    | Francia     | Soren Bruyère Joumard | Arthur Van Den Boer   | Oscar Amey          |
| 19 gennaio 2025  | Cyclo-cross Benidorm          | Benidorm    | Spagna      | Mattia Agostinacchio  | Soren Bruyère Joumard | Valentin Hofer      |
| 26 gennaio 2025  | Grand Prix Adrie van der Poel | Hoogerheide | Paesi Bassi | Benz Benedikt         | Mats Vanden Eynde     | Patrik Pezzo Rosola |

#### Generale
| Pos. | Nome                  | Nazione | Punti |
| ---- | --------------------- | ------- | ----- |
| 1    | Soren Bruyère Joumard | Francia | 132   |
| 2    | Mattia Agostinacchio  | Italia  | 126   |
| 3    | Giel Lejeune          | Belgio  | 110   |

### Donne

#### Risultati
| Data             | Gara                          | Località    | Nazione     | Primo            | Secondo          | Terzo            |
| ---------------- | ----------------------------- | ----------- | ----------- | ---------------- | ---------------- | ---------------- |
| 1 dicembre 2024  | Cyclo-cross Dublin            | Dublino     | Irlanda     | Lidia Cusack     | Lison Desprez    | Rafaelle Carrier |
| 21 dicembre 2024 | Vestingcross                  | Hulst       | Paesi Bassi | Rafaelle Carrier | Barbora Bukovská | Lison Desprez    |
| 22 dicembre 2024 | Cyclo-cross Zonhoven          | Zonhoven    | Belgio      | Rafaelle Carrier | Lison Desprez    | Barbora Bukovská |
| 29 dicembre 2024 | Cyclo-cross Besançon          | Besançon    | Francia     | Lise Revol       | Jeanne Duterne   | Lison Desprez    |
| 19 gennaio 2025  | Cyclo-cross Benidorm          | Benidorm    | Spagna      | Lise Revol       | Rafaelle Carrier | Mae Cabaca       |
| 26 gennaio 2025  | Grand Prix Adrie van der Poel | Hoogerheide | Paesi Bassi | Barbora Bukovská | Mae Cabaca       | Rafaelle Carrier |

#### Generale
| Pos. | Nome             | Nazione   | Punti |
| ---- | ---------------- | --------- | ----- |
| 1    | Rafaelle Carrier | Canada    | 135   |
| 2    | Lise Revol       | Francia   | 123   |
| 3    | Barbora Bukovská | Rep. Ceca | 117   |